# Thamyris-Gletscher
Der Thamyris-Gletscher (bulgarisch ледник Тамирис lednik Tamiris) ist ein 3 km langer und 2,8 km breiter Gletscher auf der Anvers-Insel im Palmer-Archipel vor der Westküste der Antarktischen Halbinsel. Er fließt von den Osthängen der Trojan Range in nordöstlicher Richtung zur Fournier-Bucht, die er südlich des Predel Point und nördlich des Madzharovo Point erreicht.
Die bulgarische Kommission für Antarktische Geographische Namen benannte ihn 2009 nach dem Sänger Thamyris aus der Ilias nach Homer.